# Dyssegård Station
Dyssegård Station er en S-togs-station i Dyssegård. Den ligger på grænsen mellem de to takstzoner 2 og 31.

## Historie
Stationen var sammen med Skovbrynet i 2014 lukningstruet pga. relativt lave passagertal, men blev reddet pga. en regnefejl i Trafikstyrelsens rapport, der konkluderede, at lukning af de to stationer, samlet ville medføre et højere passagertal på Hareskovbanen og dermed større omsætning. Dog viste det sig, at der var anvendt fejlagtige mellemregninger; man havde regnet med timinuttersdrift hele døgnet i det regnestykke, hvor lukningen af Skovbrynet og Dyssegård var medregnet, mens der kun var tale om tyveminuttersdrift om aftenen (som det er nu) i det regnestykke, hvor de to stationer fortsatte sin passagerudveksling.

## Galleri
- Dyssegård Station
- Dyssegård Station set fra Dyssegårdsvej
- Dyssegård station's indgang
- Trappe op til perron
- Trappe til perron
- Dørparti ud til perron
- Spor nord til Farum - Nylagt sommeren 2008
- Spor syd til København - Nylagt sommeren 2008
- Perron

## Antal rejsende
Ifølge Østtællingen var udviklingen i antallet af dagligt afrejsende med S-tog:
| År   | Antal | År   | Antal | År   | Antal | År   | Antal |
| ---- | ----- | ---- | ----- | ---- | ----- | ---- | ----- |
| 1957 | -     | 1974 | -     | 1991 | 415   | 2001 | 437   |
| 1960 | -     | 1975 | -     | 1992 | 459   | 2002 | 403   |
| 1962 | -     | 1977 | 229   | 1993 | 374   | 2003 | 578   |
| 1964 | -     | 1979 | 423   | 1995 | 519   | 2004 | 550   |
| 1966 | -     | 1981 | 471   | 1996 | 474   | 2005 | 511   |
| 1968 | -     | 1984 | 433   | 1997 | 497   | 2006 | 510   |
| 1970 | -     | 1987 | 539   | 1998 | 510   | 2007 | 522   |
| 1972 | -     | 1990 | 389   | 2000 | 480   | 2008 | 630   |